# Traité de Lisbonne
Pour les articles homonymes, voir Traité de Lisbonne (homonymie).
 Voir le traité sur Wikisource
Traité modificatif : traité de Nice (2001) -
Traité non ratifié : Traité constitutionnel (Rome, 2004) Traité sur le fonctionnement de l'Union européenne (ex-Rome) et traité sur l'Union européenne (ex-Maastricht)
Le traité de Lisbonne est un traité signé le 13 décembre 2007 à Lisbonne entre les vingt-sept États membres de l'Union européenne, qui transforme l'architecture institutionnelle de l'Union.
Ce traité a été préparé, pendant le second semestre 2007, au sein d'une conférence intergouvernementale (CIG) constituée pour pallier la non-ratification du Traité établissant une Constitution pour l'Europe.
À la différence du traité constitutionnel de 2004, qui remplaçait les deux grands traités par un texte nouveau, le traité de Lisbonne, qui reprend la majorité du traité de 2004, conserve les traités existants tout en les modifiant en profondeur :
- le traité instituant la Communauté européenne (Rome, 1957), qui est rebaptisé « traité sur le fonctionnement de l'Union européenne » ;
- le traité sur l'Union européenne (Maastricht, 1992).

Le traité de Lisbonne est entré en vigueur le 1er décembre 2009, soit le premier jour du mois qui suit l'achèvement du processus de ratification dans les vingt-sept États signataires de l'époque, avec dépôt des instruments de ratification à Rome.

## Généralités
Le texte du traité a été approuvé par le Conseil européen de Lisbonne le 19 octobre 2007 et signé le 13 décembre de la même année par les 27 chefs d'État ou de gouvernement, également à Lisbonne, pour être ensuite ratifié par chaque État membre selon ses propres procédures de ratification.
Le mandat donné à la « CIG 2007 » résulte du « projet de mandat pour la CIG », un document de quinze pages, annexé aux conclusions du Conseil européen de Bruxelles du 23 juin 2007.

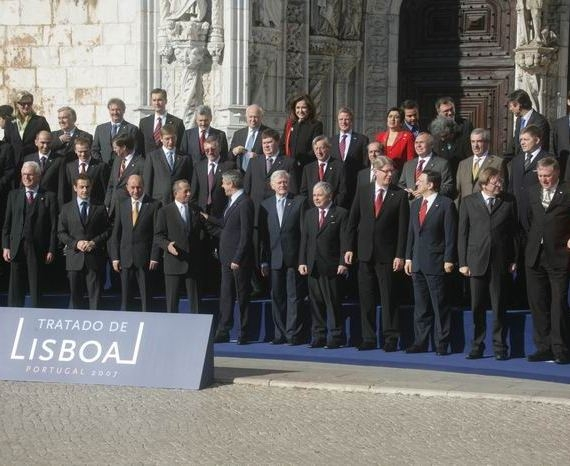
Les chefs d'État et de gouvernement réunis au monastère des Hiéronymites à Lisbonne le 13 décembre 2007.

### «Traité modificatif» plutôt que «traité simplifié» ou «mini-traité»
Avant de devenir officiellement le traité de Lisbonne, le traité a fait l'objet d'une polémique à propos de son appellation : après négociations, il a pris le nom de « traité modificatif », nom proposé par le groupe Amato (initialement « nouveau traité ») et non celui de « traité simplifié » ou de « mini-traité », terminologie qu'avait avancée Nicolas Sarkozy.
En effet, l'appellation « mini-traité » ne convenait pas au fait que le traité proprement dit contient 145 pages, qu'il modifie plusieurs centaines de dispositions des traités CE et UE, et qu'il est associé à trente-six protocoles, vingt-six déclarations et des annexes consacrées en particulier à une renumérotation de l'ensemble des articles des traités existants.
De plus, sa complexité rédactionnelle est très élevée. En effet, la présidence allemande et les gouvernements des sept États membres qui auraient voulu conserver l'appellation « Constitution européenne » soutenaient une dénomination technique et non une dénomination « amoindrie ».
Il fallait aussi satisfaire les gouvernements des pays qui ne voulaient pas de référendum pour leurs citoyens, avec le risque d'un rejet du traité remplaçant la Constitution européenne. Le référendum était souhaité par 76 % des Allemands, 75 % des Britanniques, 72 % des Italiens, 65 % des Espagnols et 71 % des Français.
D'autres appellations ont été données au texte par la presse : nouveau « traité institutionnel » ou « traité de Lisbonne »[réf. non conforme], par anticipation de sa signature dans la capitale portugaise, à l'image des traités antérieurs (de Maastricht en 1992, d'Amsterdam en 1997, de Nice en 2001).

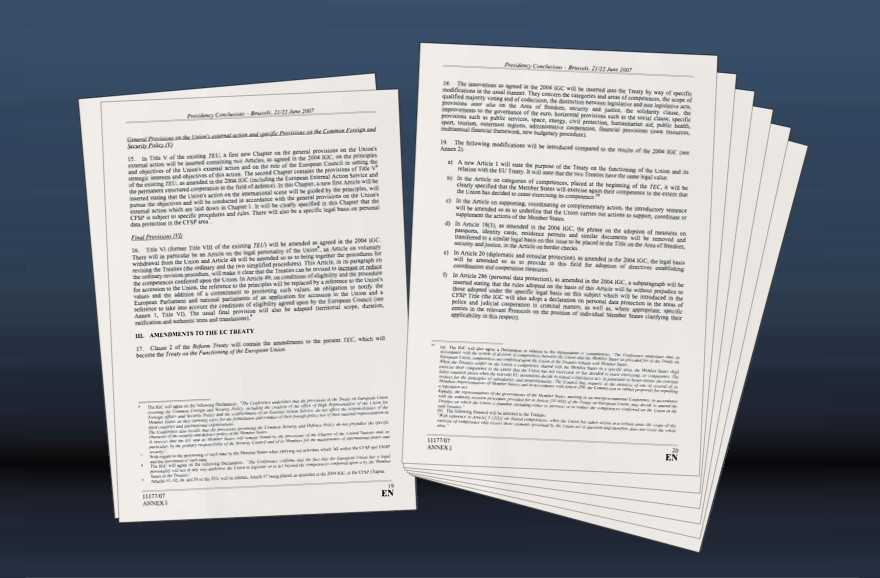
À la place de la Constitution européenne, le traité de Lisbonne, dont le principe a été retenu lors du Conseil européen de juin 2007, amendera le traité sur l'UE et le traité CE.

L'article 7 du traité, tel qu'il a été signé le 13 décembre 2007, consacre la dénomination « traité de Lisbonne ».
La Documentation française a publié le 28 mai 2008 le premier commentaire juridique, article par article, du traité de Lisbonne.

### Calendrier
- 25 mars 2007 : cinquante ans de la signature du traité de Rome. Déclaration de Berlin appelant à un « renouveau des bases communes » politiques de l'Union.
- 21 juin 2007 : le Conseil européen des 21 et 22 juin décide la convocation d'une conférence intergouvernementale (CIG) en vue de la révision des institutions de l'UE.
- 19 octobre 2007 : accord des Vingt-Sept à Lisbonne sur le texte d'un traité modificatif du TUE et du traité instituant la Communauté européenne.
- 13 décembre 2007 : signature du traité à Lisbonne au monastère des Hiéronymites.
- 1er janvier 2009 : date initialement prévue de l'entrée en vigueur du traité, prévue à son article 9, sous réserve que tous les États membres aient procédé à sa ratification à cette date, ce qui n'a pas été le cas. Cette date est donc reportée au premier jour du mois qui suit le dépôt des instruments de ratification à Rome.
- 1er décembre 2009 : entrée en vigueur effective du traité. Toutefois, Herman Van Rompuy, désigné le 19 novembre comme président du Conseil européen, n'assume ses nouvelles fonctions qu'à partir du 1er janvier 2010. Son rôle aurait autrement fait doublon avec celui du Premier ministre suédois, Fredrik Reinfeldt, qui assurait la présidence tournante du Conseil européen pour le second semestre 2009.
- 2014 : entrée en vigueur prévue du nouveau système de vote à double majorité avec une période transitoire jusqu'en 2017.

### Aspects juridiques
Le traité de Lisbonne est un traité international, conclu pour une durée illimitée. Son contenu consiste essentiellement en une modification des traités européens existants :
- l'article 1 modifie le traité sur l'Union européenne (traité UE, à l'origine le traité de Maastricht) ;
- l'article 2 modifie le traité instituant la Communauté européenne (traité CE, à l'origine le traité de Rome de 1957).

Le traité UE conserve son nom actuel, tandis que le traité CE devient « un traité sur le fonctionnement de l'Union européenne », l'Union étant dotée d'une personnalité juridique unique. Les juristes devront prendre en compte une nouvelle renumérotation des articles de ces deux traités, après celle à laquelle avait déjà procédé le traité d'Amsterdam. Ainsi la procédure législative de codécision, autrefois définie à l'article 189B puis transférée à l'article 251 par le traité d'Amsterdam, sera désormais inscrite à l'article 294.
Le terme « Communauté » est remplacé par « Union » et il est indiqué que les deux traités constituent les traités sur lesquels sera fondée l'Union. Ce qui a des conséquences au plan extérieur comme de devoir renotifier tous les accords internationaux.
Le concept constitutionnel, qui consistait à abroger tous les traités actuels pour les remplacer par un texte unique intitulé « traité établissant une constitution pour l'Europe », est abandonné. Le traité modificatif introduira dans les traités actuels, qui resteront en vigueur, les innovations découlant des travaux de la CIG de 2004.
Le traité institue deux types d'actes d'instrument d'exécution du droit de l'Union :
1. l'acte d'exécution (article 291 TFUE) ;
2. l'acte délégué (article 290 TFUE), qui est « non législatif » et qui « permet au législateur de l'Union européenne de déléguer à la Commission européenne le pouvoir d'adopter des actes non législatifs de portée générale qui modifient ou complètent des éléments non essentiels de l'acte législatif »[12].

### Principales dispositions
- Les modifications techniques du traité Euratom et des différents protocoles actuels, qui ont été convenus par la CIG de 2004, seront reprises par le biais de protocoles annexés à ce traité modificatif.

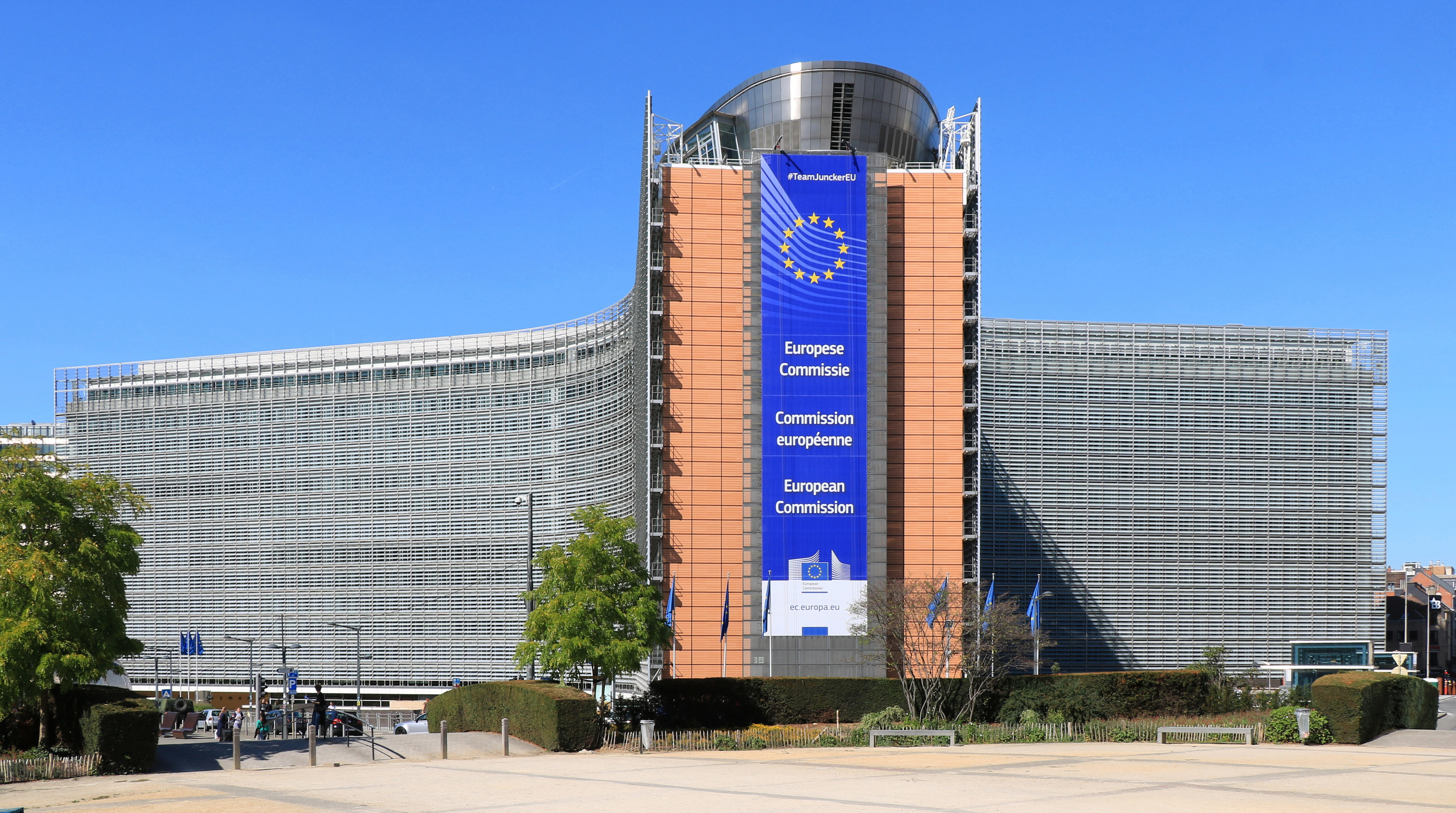
Le siège de la Commission européenne, à Bruxelles.

- Le président de la Commission européenne voit son indépendance à l'égard des États renforcée. Le Conseil européen choisit un « candidat » à la majorité qualifiée (et non à l'unanimité, comme c'était le cas avant le traité de Nice de 2001), lequel doit ensuite être élu par la majorité du Parlement européen. La Commission européenne, qui dispose du monopole de l'initiative législative (art. 9D2 TUE), est soumise à un vote d'approbation du Parlement européen (art. 9D7 TUE). Elle peut être soumise à une motion de censure du Parlement européen, laquelle requiert l'accord de la majorité des 2/3 des suffrages exprimés et la majorité des membres qui la composent (art. 234 TFUE). La Commission n'est ainsi plus responsable devant le Conseil européen, mais devant le Parlement (art. 9D8 TUE). Enfin, la composition numérique de la Commission est réduite, tandis que les commissaires doivent être choisis, entre autres, en raison de « leur engagement européen » (art. 9D3 TUE).
- Le titre de « ministre des Affaires étrangères de l'Union » a été supprimé. La fonction sera appelée « Haut Représentant de l'Union pour les affaires étrangères et la politique de sécurité ». Chargé de la politique européenne de sécurité et de défense, celui-ci est élu à la majorité qualifiée par le Conseil de l'Union européenne et est également vice-président de la Commission européenne et président du Conseil des affaires étrangères. Par ailleurs, l'ex-article 19 alinéa 3 TUE (devenu l'article 34(2) paragraphe 2) dispose que les États membres siégeant au Conseil de sécurité de l'ONU devront inviter le Haut Représentant « à présenter la position de l'Union » au Conseil de sécurité lorsque les États membres de l'Union auront « défini une position » commune[13].
- Le Conseil européen (sommet des chefs d'État et de gouvernement des États membres) n'est désormais plus qu'une institution parmi d'autres de l'UE. Son président – actuellement António Costa – n'est plus élu à l'unanimité, mais à la majorité qualifiée, et ne doit exercer aucun mandat national (art. 9B TUE). Il assure « la représentation extérieure de l'Union (…) sans préjudice des attributions du Haut Représentant de l'Union pour les affaires étrangères et la politique de sécurité » (art. 9B TUE).
- Les termes « loi » et « loi-cadre » seront abandonnés au profit du maintien des termes actuels de « règlements », « directives » et « décisions ». Néanmoins, les termes de « procédure législative ordinaire », de « fonction législative » (art. 9A et 9C du TUE, art. 249A1-A3 TFUE, etc.), etc., sont abondamment utilisés dans le traité : le changement par rapport au TCE n'est donc qu'idéologique.
- Les traités ne contiendront aucun article mentionnant les symboles de l'Union (le drapeau européen, l'hymne européen et la devise européenne)[Note 3].
- En ce qui concerne la primauté du droit de l'Union, la CIG adoptera une déclaration rappelant la jurisprudence de la Cour de justice de l'Union européenne (CJUE, auparavant nommée Cour de justice des Communautés européennes).
- L'article sur les droits fondamentaux contiendra une mention — par conséquent, le texte de la Charte sur les droits fondamentaux ne figurera pas dans le corps des traités — de la Charte des droits fondamentaux de l'Union européenne, comme convenu lors de la CIG de 2004, à laquelle il conférera une valeur juridiquement contraignante. Celle-ci est par ailleurs placée en annexe, les annexes et déclarations faisant partie intégrante du traité, selon ce dernier. La Charte n'est pas juridiquement contraignante pour le Royaume-Uni, qui a fait annexer un protocole ad hoc, tandis que la Pologne déclarait unilatéralement que « la charte ne porte atteinte en aucune manière au droit des États membres de légiférer dans le domaine de la moralité publique, du droit de la famille ainsi que de la protection de la dignité humaine et du respect de l'intégrité physique et morale »). Néanmoins, le protocole no 7 prévoit que la Charte ne permet ni à la Cour de justice européenne ni aux juridictions britanniques et polonaises d'écarter l'application d'actes nationaux de ces deux pays jugés incompatibles avec ladite charte. Les deux articles du protocole no 30 ont une portée politique, les chefs d'État et de gouvernement souhaitant se montrer en position de force, car l'article 2 dispose qu'« elle ne s'applique à la Pologne ou au Royaume-Uni que dans la mesure où les droits et principes qu'elle contient sont reconnus dans la législation ou les pratiques de la Pologne ou du Royaume-Uni ». Or, l'ensemble des droits retenus dans la Charte sont reconnus par les États membres qui l'ont élaborée.
- À l'article 49, premier alinéa (« Critères d'éligibilité et procédure d'adhésion à l'Union ») est ajoutée la phrase suivante : « Les critères d'éligibilité ayant fait l'objet d'un accord du Conseil européen sont pris en compte. » Cela signifie que les futurs candidats devront respecter les critères de Copenhague portant notamment sur le développement démocratique.
- L'article 49 A du traité de Lisbonne introduit l'article 50 du traité sur l'Union européenne[14].

### Catégories et domaines de compétences de l'Union
Catégories de compétences principales. Les compétences non explicitement mentionnées dans le traité sont des compétences exclusives des États. Dans les domaines de la recherche, du développement technologique et de l'espace, l'Union dispose d'une compétence pour mener des actions, notamment pour définir et mettre en œuvre des programmes, sans que l'exercice de cette compétence ne puisse avoir pour effet d'empêcher les États membres d'exercer la leur. Dans les domaines de la coopération au développement et de l'aide humanitaire, l'Union dispose d'une compétence pour mener des actions et une politique commune, sans que l'exercice de cette compétence ne puisse avoir pour effet d'empêcher les États membres d'exercer la leur.
| Compétences exclusives Article 3 du TFUE Seule l'Union peut légiférer et adopter des actes juridiquement contraignants, les États membres ne pouvant le faire par eux-mêmes que s'ils sont habilités par l'Union, ou pour mettre en œuvre les actes de l'Union. - Union douanière - Règles de concurrence intracommunautaires - Union économique et monétaire - Développement durable (conservation des ressources biologiques en mer et sur terre) - Commerce extracommunautaire - Conclusion de certains accords internationaux | Compétences partagées Article 4 du TFUE L'Union et les États membres peuvent légiférer et adopter des actes juridiquement contraignants dans ces domaines. Les États membres exercent leur compétence dans la mesure où l'Union n'a pas exercé la sienne. Les États membres exercent à nouveau leur compétence dans la mesure où l'Union a décidé de cesser d'exercer la sienne. - Marché commun - Politique sociale (limitée aux aspects définis dans le TFUE) - Politique régionale (cohésion économique, sociale et territoriale) - Politique agricole et halieutique - Politique de recherche et d'innovation (en) - Politique énergétique - Politique environnementale - Protection des consommateurs - Politique des transports - Réseaux transeuropéens - Espace de liberté, de sécurité et de justice - Coopération au développement et aide humanitaire - Enjeux communs de sécurité en matière de santé publique | Compétences de coordination Article 6 du TFUE L'Union dispose d'une compétence pour mener des actions pour appuyer, coordonner ou compléter l'action des États membres. - Politique culturelle - Politique industrielle - Politique touristique - Politique d'éducation, de formation et de la jeunesse (en) - Protection et amélioration de la santé - Protection civile - Coopération administrative |

### Texte du traité
Le 5 octobre 2007, la présidence portugaise de l'Union a diffusé le texte du traité modificatif (en anglais et en français), tel qu'il résulte du travail des membres de la 7e CIG, conformément au mandat qu'elle a reçu (l'accord avait été atteint le 2 octobre 2007).
La CIG a conclu ses travaux lors du Conseil européen des 18 et 19 octobre (au petit matin, dans la nuit du 18 au 19), après des discussions ultérieures sur deux points :
- la Pologne insistait pour mettre le compromis de Ioannina, un mécanisme qui permet le renvoi des décisions prises par le Conseil de l'Union à des pays en minorité, à l'intérieur même du traité, plutôt que dans une déclaration séparée. Le compromis qui a été trouvé est de l'inclure dans un protocole, qui a une force légale supérieure à celle d'une déclaration. Mais ce compromis pourra être abandonné par le Conseil à l'unanimité, alors que la Pologne réclamait une nouvelle conférence intergouvernementale ;
- l'Italie contestait la nouvelle répartition du nombre de parlementaires, proposée par le Parlement européen et qui voyait pour la première fois un décrochage entre les trois États membres les plus peuplés après l'Allemagne : la France avec 74 députés européens, le Royaume-Uni avec 73 et l'Italie avec seulement 72 députés. Cette répartition tenait compte de la population résidente dans ces trois pays et non du nombre de citoyens de l'Union comme le prévoyait le traité. Finalement, un député supplémentaire a été accordé à l'Italie, en enlevant du compte le président du Parlement européen (il y aura donc 751 députés avec ce dernier qui traditionnellement ne vote pas). Une nouvelle redistribution des sièges se fera avant les élections européennes de 2014.

### Dispositions relatives aux institutions
Les changements institutionnels agréés lors de la CIG de 2004 seront intégrés en partie dans le traité UE et en partie dans le traité sur le fonctionnement de l'Union. Le nouveau titre III donnera une vue d'ensemble du système des institutions, avec notamment :
- Parlement européen (nouvelle composition) ;
- Conseil européen, transformation en une nouvelle institution et création de la fonction de président du Conseil européen (et non « président de l'Union » ou « président de l'Europe », expressions fréquemment employées – à tort – par les médias) ;
- le Conseil de l'Union européenne : introduction du système de vote à la double majorité, présidence semestrielle du Conseil ; 4 États peuvent former le blocage ; La minorité de blocage, si elle n'est pas loin de l'atteindre, peut demander une prolongation des discussions au Conseil pendant un délai raisonnable ;
- Commission européenne, nouvelle composition (passage à 18 commissaires[17] au lieu de 27 commissaires), renforcement du rôle du président qui est élu par le Parlement européen. Toutefois la Commission devrait conserver un commissaire par pays, ce qui est aussi permis par le traité à la suite du processus de ratification en Irlande où le Conseil européen est engagé sur ce point[Note 1] ;
- Cour de justice de l'Union européenne (nouvelle dénomination de la Cour de justice des Communautés européennes) ;
- Haut Représentant de l'Union pour les affaires étrangères et la politique de sécurité.

Le système de vote à la double majorité, agréé en 2004, prend effet au 1er novembre 2014 et jusqu'alors le système de vote à majorité qualifiée (traité CE, article 205, §2) continue de s'appliquer. Il y a ensuite une période transitoire jusqu'au 31 mars 2017, où le compromis de Ioannina peut être invoqué. Une minorité de blocage est instituée.
La plupart des éléments du traité sont restés assez proches voire identiques à l'esprit de la défunte Constitution européenne, notamment :
- la présidence du Conseil européen est stabilisée, avec un président élu par ses pairs, pour deux ans et demi : la présidence n'entraîne que des responsabilités administratives ;
- la Commission ne comporte plus un commissaire par État mais deux commissaires pour trois États membres ;
- le rôle des parlements nationaux est renforcé (allongement de la durée d'examen des textes qui passe de 6 à 8 semaines) et l'obligation faite à la Commission de revoir ou même de retirer un texte contesté à la majorité des voix.

### Répartition des sièges du parlement par pays
| État membre        | 2007 | 2009 (Nice) | 2009 (Lisbonne) | Remarques |
| ------------------ | ---- | ----------- | --------------- | --- |
| Allemagne          | 99   | 99          | 96              | |
| France             | 78   | 72          | 74              | Pays subdivisé en circonscriptions infranationales                                                                                               |
| Italie             | 78   | 72          | 73              | Pays subdivisé en circonscriptions infranationales                                                                                               |
| Royaume-Uni        | 78   | 72          | 73              | Pays subdivisé en circonscriptions infranationales ; inclut Gibraltar, mais aucun autre territoire d'outre-mer, SBA ou dépendance de la Couronne |
| Espagne            | 54   | 50          | 54              | |
| Pologne            | 54   | 50          | 51              | Pays subdivisé en circonscriptions infranationales                                                                                               |
| Roumanie           | 35   | 33          | 33              | |
| Pays-Bas           | 27   | 25          | 26              | |
| Belgique           | 24   | 22          | 22              | Pays subdivisé en circonscriptions infranationales                                                                                               |
| République tchèque | 24   | 22          | 22              | |
| Grèce              | 24   | 22          | 22              | |
| Hongrie            | 24   | 22          | 22              | |
| Portugal           | 24   | 22          | 22              | |
| Suède              | 19   | 18          | 20              | |
| Autriche           | 18   | 17          | 19              | |
| Bulgarie           | 18   | 17          | 18              | |
| Finlande           | 14   | 13          | 13              | |
| Danemark           | 14   | 13          | 13              | |
| Slovaquie          | 14   | 13          | 13              | |
| Irlande            | 13   | 12          | 12              | Pays subdivisé en circonscriptions infranationales                                                                                               |
| Lituanie           | 13   | 12          | 12              | |
| Lettonie           | 9    | 8           | 9               | |
| Slovénie           | 7    | 7           | 8               | |
| Chypre             | 6    | 6           | 6               | |
| Estonie            | 6    | 6           | 6               | |
| Luxembourg         | 6    | 6           | 6               | |
| Malte              | 5    | 5           | 6               | |
| Total              | 785  | 736         | 751             | Dans le traité de Lisbonne, le président n'est pas officiellement compté, le total reste donc à 750 députés.                                     |

Nota bene : Ce tableau ne prend pas en compte le rapport d'Alain Lamassoure (PPE-DE, FR) et d'Adrian Severin (PSE, RO) sur la redistribution des sièges, qui a été adopté à titre de proposition le jeudi 11 octobre 2008 par 378 voix pour, 154 contre et 109 abstentions.

### Dispositions concernant la politique de défense et de sécurité
Le traité de Lisbonne renforce considérablement la forme et le contenu de la Politique européenne de sécurité et de défense (PESD), à tel point que le juriste Armel Pécheul a pu parler d'un « retour de la Communauté européenne de défense ». La PESD devient la PSDC : gagnant au passage l'adjectif de commune. Le titre V du traité est ainsi remplacé par l'intitulé suivant : Dispositions générales relatives à l'action extérieure de l'Union et dispositions spécifiques concernant la politique étrangère et de sécurité commune. Il est créé une section 2 : Dispositions concernant la politique de sécurité et de défense commune.
Les États signataires du traité s'engagent à améliorer progressivement leurs capacités militaires. Le traité légitime la création d'une Agence européenne de défense « dans le domaine du développement des capacités de défense, de la recherche, des acquisitions et de l'armement », créée en 2004 par une simple décision du Conseil.
Les modalités de coopération sont améliorées :
- le poste de haut représentant pour les affaires étrangères et la politique de sécurité est renforcé. Il cumule désormais trois fonctions : Haut représentant ; commissaire pour les relations extérieures et président du Conseil des ministres des Affaires étrangères[21] ;
- ouverture du mécanisme des « coopérations renforcées » à tous les domaines de la défense européenne ;
- création d'une coopération structurée permanente.

Il y a des ajouts au contenu de la PESD. C'est un complément aux missions dites de Petersberg (missions humanitaires, maintien de la paix, gestion des crises) :
- actions conjointes en matière de désarmement ;
- missions de conseil et d'assistance en matière militaire ;
- missions de prévention des conflits ;
- opérations de stabilisation à la fin des conflits ;
- lutte contre le terrorisme.

Les États devront mettre à disposition de l'UE les capacités civiles et militaires nécessaires à l'accomplissement des objectifs fixés par l'UE, qui pourra ainsi, par exemple, engager des forces armées dans un pays pour lutter contre une opposition armée qualifiée de « terroriste ».

#### Relation entre le traité sur l'Union européenne et le traité de l'Atlantique nord
Le traité comporte des dispositions relatives à la coopération avec l'OTAN (notamment celles de l'article 42 et du paragraphe 7 de l'article 28 A - titre V, section II)), critiquées à la fois par certains de ceux qui soutiennent l'OTAN et par certains qui la contestent. Il établit un devoir d'aide et d'assistance par tous les moyens entre les nations membres de l'UE. Il précise que cette disposition n'est pas contradictoire avec les obligations qui découlent du traité OTAN pour les pays qui en sont signataires.

« Les engagements et la coopération dans ce domaine demeurent conformes aux engagements souscrits au sein de l'Organisation du traité de l'Atlantique Nord, qui reste, pour les États qui en sont membres, le fondement de leur défense collective et l'instance de sa mise en œuvre. »

Ceux qui soutiennent l'OTAN critiquent une disposition qui fait selon eux double emploi avec l'article 5 du traité OTAN sur la solidarité entre ses membres en cas d'agression. L'article 8 du même traité indique que « chaque partie […] assume l'obligation de ne souscrire aucun engagement international en contradiction avec le Traité ». 
Ceux qui ne soutiennent pas l'OTAN dénoncent notamment le fait qu'il est anormal que des traités internationaux — a fortiori un traité prétendant au titre de « Constitution européenne » d'une entité fédérale en gestation — mentionnent l'existence et la soumission de certains de ses membres à des alliances militaires avec des États tiers non parties au traité.

## Points de vue, débats

### Légalité du texte
La légalité du texte, ou à tout le moins sa conformité par rapport aux Constitutions respectives des États membres, a été évaluée par la Cour constitutionnelle allemande en juin 2009. Prenant acte du caractère sui generis de l'Union (« une union conventionnelle d'États souverains régie par des traités »), elle relève que les droits fondamentaux des citoyens ne peuvent être garantis que par les parlements nationaux via la subsidiarité. Elle conclut donc que « les garanties de l'identité constitutionnelle dans l'espace juridique européen par la Constitution d'une part, et par le droit de l'Union d'autre part, se rejoignent ».

### Points de vue particuliers
Certains observateurs le jugent « indigeste ». Christian Lequesne, titulaire de la chaire Sciences Po-LSE Alliance à la London School of Economics and Political Science, le qualifie ainsi d'« embrouillé » et même d'« usine à gaz » ; le juriste Armel Pécheul évoque une « totale obscurité rédactionnelle » qui remet en cause le principe de sécurité juridique.
D'après Valéry Giscard d'Estaing, il ne s'agit que d'une « pâle copie » du traité établissant une Constitution pour l'Europe, dans laquelle seule la forme a été changée, mais pas le contenu :
« Les juristes n'ont pas proposé d'innovations. Ils sont partis du texte du traité constitutionnel, dont ils ont fait éclater les éléments, un par un, en les renvoyant, par voie d'amendements aux deux traités existants de Rome (1957) et de Maastricht (1992). Le traité de Lisbonne se présente ainsi comme un catalogue d'amendements aux traités antérieurs. Il est illisible pour les citoyens, qui doivent constamment se reporter aux textes des traités de Rome et de Maastricht, auxquels s'appliquent ces amendements. Voilà pour la forme.

Si l'on en vient maintenant au contenu, le résultat est que les propositions institutionnelles du traité constitutionnel — les seules qui comptaient pour les conventionnels — se retrouvent intégralement dans le traité de Lisbonne, mais dans un ordre différent, et insérés dans les traités antérieurs.

(…) La conclusion vient d'elle-même à l'esprit. Dans le traité de Lisbonne, rédigé exclusivement à partir du projet de traité constitutionnel, les outils sont exactement les mêmes. Seul l'ordre a été changé dans la boîte à outils. La boîte, elle-même, a été redécorée, en utilisant un modèle ancien, qui comporte trois casiers dans lesquels il faut fouiller pour trouver ce que l'on cherche. »
Il affirme toutefois : « Au lieu d'être de tonalité constitutionnelle, il modifie les anciens traités, ce qui constitue une différence fondamentale. »
Selon Bertie Ahern, Premier ministre de la république d'Irlande, « 90 % [de la Constitution] est toujours là… ces changements n'ont apporté aucune modification spectaculaire à l'accord de 2004 », signifiant que 90 % des décisions du traité de Rome seront toujours présentes, notamment le transfert de certains compétences à l'Union européenne (dont une partie de la politique étrangère).
L'extension de la règle de la majorité qualifiée puis de la double majorité (calculées selon le poids démographique des États) demandant un nombre important d'États pour modifier un article ayant trait à l'Union européenne, n'empêchera pas l'Union d'évoluer, mais bloquera toute tentative de modification d'actes déjà adoptés (notamment de nombreux projets d'ordre économiques, politiques ou sécuritaires).
Selon le juriste Armel Pécheul, souverainiste opposé au TCE et qui a été candidat du Mouvement pour la France, et qui critique à la fois la forme et le fond fédéral du traité, ainsi que la confirmation des méthodes éprouvées du spill over (engrenage) et les lacunes démocratiques de l'UE, « si l'on regarde les domaines ministériels attribués au gouvernement français, hormis le secrétariat d'État aux anciens combattants, aucun portefeuille ministériel n'est véritablement autonome par rapport aux compétences de l'Union. Les compétences résiduelles sont moins importantes que celles qui appartiennent aux États fédérés américains ou aux Länder allemands ».
En France et aux Pays-Bas, pays ayant rejeté par référendum l'adhésion au TCE, le traité de Lisbonne a suscité de nombreuses protestations, notamment dans le camp des opposants au TCE, qui militèrent, sans succès, pour une ratification soumise à un nouveau référendum. Selon ces détracteurs, le traité de Lisbonne reprend en effet la plupart des dispositions du TCE pourtant rejeté par les peuples consultés. Par conséquent, la ratification du traité de Lisbonne par voie parlementaire aurait violé la légalité constitutionnelle en trahissant l'expression de la volonté du « peuple souverain ». Certains auteurs ont ainsi pu parler de « forfaiture » ou même de « coup d'État ».

## Historique et chronologie

### Genèse du texte
En raison du rejet par référendum, en 2005, du traité de Rome de 2004 par les électeurs français et néerlandais, une période dite de réflexion s'était ouverte. En janvier 2007, alors qu'elle prenait la présidence de l'Union européenne, l'Allemagne a déclaré cette période close.
En mars 2007, lors des célébrations du 50e anniversaire des traités de Rome de 1957, une déclaration de Berlin a été signée afin de donner un nouvel élan à la construction européenne, avant les élections du Parlement européen, en juin 2009.
À la suite du rejet référendaire, un groupe Amato (Comité d'action pour la démocratie européenne, présidé par Giuliano Amato, officiellement en anglais Action Committee for European Democracy, ACED), composé de « sages » et soutenu par la Commission Barroso, a travaillé de façon non officielle, en réécrivant le traité. Le 4 juin 2007, le groupe arrêta un texte en français, constitué aux trois quarts de l'ancien traité constitutionnel auquel quelques modifications ont été rajoutées. Il a été certes allégé en épaisseur, non en contenu.

### Approbation et signature par le Conseil
Le 21 juin 2007, lors du Conseil européen de Bruxelles, les négociations débutèrent sur un projet de 11 pages, d'un « traité modificatif » (en anglais, Reform Treaty) qui résultait de négociations bilatérales sous la présidence allemande. Après un jour et demi de discussions, un compromis a été trouvé samedi 23 juin 2007.
La procédure adoptée correspond à peu près aux recommandations du groupe Amato.

### Approbation par le Parlement européen
Le Parlement européen a approuvé le 20 février 2008 le traité à une très forte majorité :
- 525 votes favorables (82 %) ;
- 115 défavorables ;
- 29 abstentions[36].

### Ratifications par les États membres
- Ratifications successives

Ratifications successives (Si l'image ne vous paraît pas animée, cliquer dessus pour atteindre sa page.)

En vertu du droit international le traité devait, après la réunion du 13 décembre 2007 et la signature des chefs de gouvernement, être ratifié par la totalité des contractants pour pouvoir entrer en vigueur.
En vertu du droit constitutionnel respectif de chaque État membre, le Parlement et, dans certains cas, le peuple ou une juridiction doivent (ou peuvent devoir) autoriser le chef de l'État membre à opérer cette ratification.

#### Référendums en Irlande
Seul État ayant consulté, par voie référendaire, ses citoyens, l'Irlande a, le 12 juin 2008, rejeté le traité et l'a approuvé le 2 octobre 2009, lors d'un second vote sur le même texte, avec des garanties supplémentaires de l'Union européenne (qui ne font pas partie du traité).
Depuis le Conseil européen des 19 et 20 juin 2008, sept autres pays ont approuvé le texte. Seul un autre pays ne l'a pas approuvé.
Le Premier ministre irlandais a demandé du temps pour que son pays propose une solution, en décembre 2008, lors d'un des deux Conseils européens ultérieurs. Date à laquelle la Suède a ratifié le traité, et où la situation est plus claire en République tchèque : le Conseil constitutionnel a donné sa réponse favorable, et des élections ont eu lieu en octobre.
Au cours du Conseil des 11 et 12 décembre 2008, le Premier ministre irlandais a effectivement annoncé sa solution, par son engagement d'organiser un deuxième référendum sur le traité avant novembre 2009, c'est-à-dire avant la fin de mandat de l'actuelle Commission européenne.
L'Irlande a obtenu satisfaction sur plusieurs points qui motivaient jusqu'alors ses réticences vis-à-vis du traité de Lisbonne : « avant tout, elle obtient le maintien d'un commissaire de sa nationalité au sein du Collège même après 2009. »
Autre garantie demandée par l'Irlande : celle d'un statu quo concernant l'effet de certaines politiques de l'UE.
- Elle voit ainsi confirmé son statut de neutralité dans le cadre de la politique de sécurité et de défense de l'UE.
- Elle obtient également l'assurance que le traité de Lisbonne ne modifiera pas la politique fiscale de l'UE.
- Enfin, « les dispositions de la Constitution irlandaise concernant le droit à la vie, l'éducation et la famille ne sont pas du tout affectées par l'attribution par le traité de Lisbonne d'un statut juridique à la Charte des droits fondamentaux de l'UE. »[38]

L'Irlande a finalement accepté le texte après un second référendum le 2 octobre 2009. Celui-ci doit actuellement suivre le processus de ratification et passer par le Dáil Éireann.

#### République tchèque
Le gouvernement tchèque a déjà signé le traité de Lisbonne et les deux chambres du Parlement l'ont ratifié. Mais cette ratification devait être promulguée par le président Vaclav Klaus, réputé eurosceptique. Des recours contre le texte approuvé par le Parlement étaient possibles de la part de certains sénateurs ODS, sénateurs qui ont in fine attaqué le texte devant la Cour constitutionnelle tchèque en septembre 2009. Le 9 octobre, Klaus demande à la présidence suédoise de tenir compte du fait que les décrets Beneš pourraient être remis en cause sur la base du traité de Lisbonne et notamment de la Charte des droits fondamentaux qu'il contient. Le 14 octobre 2009, M. Klaus déclare à Moscou qu'il n'est pas prêt à revenir sur les objections qu'il a formulées à l'encontre du traité de Lisbonne : « J'ai expliqué que je crains et que je ne suis pas seul à craindre un approfondissement de l'intégration de l'Union européenne. Pour moi c'est une chose d'importance vitale. À mon avis, les conditions que j'ai formulées pour signer l'accord sont sérieuses et l'idée que je peux oublier mes objections est mal fondée » tandis que José Manuel Durão Barroso l'exhorte à ne pas prendre le reste de l'Europe en otage et à respecter les « valeurs et principes » de l'Union européenne. Le 17 octobre, il déclare toutefois lors d'un entretien au Lidové noviny qu'il pourrait sans doute signer le traité dans le mois qui vient même s'il demeure contraire à ce texte : « Au train où vont les choses c'est-à-dire très vite, il n'est plus possible d'arrêter le traité ni de faire marche arrière, quand bien même certains d'entre nous le voudrions » et « Je n'ai jamais dit qu'il était nécessaire que ma note de bas de page soit ratifiée par l'ensemble des États membres, ce qui impliquerait que l'on recommence tout le processus de ratification de Lisbonne ».
Lors du sommet européen de Bruxelles (29 octobre 2009), un accord est atteint entre les 27 : la présidence suédoise a proposé d'inclure dans le prochain traité d'adhésion (avec la Croatie ?), une clause de opt-out à la Charte européenne des droits fondamentaux au profit de la République tchèque qui l'a demandée seulement le 9 octobre (dérogation identique à celle déjà obtenue par le Royaume-Uni et la Pologne), sans faire toutefois référence aux décrets Beneš. Le 29 octobre, Jan Fischer, le Premier ministre, déclare : « Je voudrais vous assurer que si la Cour constitutionnelle décrète le 3 novembre que le traité de Lisbonne est en accord avec la Constitution tchèque, plus rien ne fera obstacle à un achèvement rapide de la ratification » et que « La République tchèque ratifiera le traité de telle manière qu'il puisse entrer en vigueur d'ici la fin de l'année ». Le 3 novembre, la Cour constitutionnelle tchèque donne son feu vert pour poursuivre la dernière étape de ratification malgré une plainte d'un groupe de sénateurs, proches du président, qui entendaient faire vérifier qu'il était bien conforme à la loi fondamentale tchèque. Quelques heures plus tard, Vaclav Klaus signe finalement le traité.

#### Pologne
De son côté, en Pologne l'exprésident Lech Kaczyński, conservateur, avait déclaré le 1er juillet 2008 que le rejet du texte par les électeurs irlandais lors d'un référendum le 12 juin rendait « inutile » sa ratification, pourtant acceptée à une large majorité (380+77 oui, 54+17 non) par le Parlement en avril. Déclaration à laquelle Angela Merkel avait réagi : « Le traité de Lisbonne rend l'UE plus démocratique et renforce les opportunités de tous les membres. Je vais donc tout faire, en coopération avec la présidence française (de l'Union européenne), pour faire avancer le processus de ratification ».
Dans sa déclaration du 1er juillet 2008, le chef de l'État polonais s'était néanmoins engagé à ratifier le document si l'Irlande le ratifiait également : « ce doit être une décision souveraine et non pas une décision prise sous la pression des autres membres de l'UE. » Le président de la Commission européenne José Manuel Durão Barroso avait cependant rappelé à Bruxelles : « Nous avons décidé à l'unanimité, y compris la Pologne, que le processus de ratification devait être mené à son terme, donc il est faux de dire que le traité de Lisbonne est mort. J'espère que les autorités polonaises seront cohérentes avec leur propre position. »
Le président polonais Lech Kaczyński a finalement signé le traité le 10 octobre 2009, comme il avait promis de le faire en cas de « oui » irlandais. Le traité de Lisbonne avait déjà été ratifié par le Sejm et le Sénat polonais.

#### Slovaquie
La Slovaquie, comme la République tchèque, a été concernée par les décrets d'expulsion des Allemands des Sudètes décidés par Edvard Beneš à la fin de la Seconde Guerre mondiale. À la suite de la demande du président tchèque d'une exception pour éviter de remettre en cause ces décrets, le Premier ministre slovaque Robert Fico avait été tenté de faire de même le 18 octobre, faisant craindre aux autres dirigeants européens une escalade de revendications de la part d'autres pays ayant déjà signé. Le Premier ministre slovaque renonce finalement à cette idée afin de ne pas « sacrifi[er] les droits sociaux des gens en Slovaquie » avant de se joindre à la Hongrie pour présenter des doutes sur le bien-fondé de la demande tchèque. Ces doutes ont été calmés par les propositions de la présidence suédoise.

#### France et Pays-Bas
Les deux pays qui avaient rejeté le traité constitutionnel lors des référendums de 2005 (France et Pays-Bas) ont ratifié le traité de Lisbonne par voie parlementaire.
En France : après le rejet par 55 % des Français lors du référendum de 2005 du projet de traité établissant une constitution pour l'Europe, la France n'a pas proposé de nouveau référendum à ses citoyens au motif que ce nouveau traité n'est pas une Constitution européenne. Une révision de la Constitution française, effectuée par la voie du Congrès le 4 février 2008, a permis la ratification du traité lui-même par la voie parlementaire le 8 février.
Le choix de Nicolas Sarkozy alors président de la République française de ratifier par la voie parlementaire ce traité, qui reprend l'essentiel d'un texte refusé par référendum, a suscité de nombreuses protestations. Certains partis ou mouvements politiques (à droite et à l'extrême droite : FN, MPF, Debout la République ; à gauche et à l'extrême gauche : le MRC, les Verts, le PCF, LO, la LCR, pour les principaux), des associations et syndicats (ATTAC, Confédération paysanne, Union syndicale Solidaires), et également des parlementaires socialistes et souverainistes avaient appelé à la mise en place d'un référendum pour l'adoption du traité de Lisbonne.
D'autres partis politiques, associations et syndicats (Mouvement démocrate, Confédération étudiante, Jeunes Européens, Union pour l'Europe fédérale) appelaient à la tenue d'un référendum paneuropéen, pensant qu'un référendum sur un texte européen n'aurait de sens que s'il était lui-même européen.
« Perçu par beaucoup comme un contournement de la volonté populaire qui s'était exprimée en 2005 », le traité de Lisbonne est rejeté par une majorité de Français dans les années qui suivent.

#### Autres pays où la ratification a été retardée par des recours juridiques
- Allemagne : décision 72/2009 du Tribunal constitutionnel fédéral, rendue le 30 juin 2009. Dans sa décision, le Tribunal fédéral indique que le traité est compatible avec la Loi fondamentale, mais que la loi d'application était inconstitutionnelle en ce qu'elle ne garantissait pas la participation des deux chambres législatives au processus décisionnel[51].
- Belgique : un recours en annulation de l'un des actes législatifs nécessaires à la ratification a été rejeté, par la Cour constitutionnelle, le 19 mars 2009 (arrêt 58/2009). Un des moyens soulevés était relatif à l'absence d'organisation préalable de la coopération entre les Chambres législatives fédérales et les Parlements des Communautés et des Régions, en rapport avec le protocole « sur l'application des principes de subsidiarité et de proportionnalité ». En vertu du Fédéralisme belge, tous les Parlements concernés doivent donner assentiment au traité par une loi, un décret ou une ordonnance, publiés respectivement au Moniteur belge (pour éviter les quiproquos sur la scène internationale, la publication de la loi est spécialement retardée tant que les décrets et les ordonnances communautaires et régionaux n'ont pas tous été publiés). Chacun de ces actes législatifs peut être attaqué par un recours en annulation devant la Cour constitutionnelle, introduit dans un délai de 60 jours après sa publication respective. La ratification (dépôt d'un acte du chef de l'État auprès de l'État dépositaire du traité) n'a lieu qu'après.
- Royaume-Uni : un recours judiciaire, demandant un référendum, a été rejeté, le 25 juin 2008, par la Haute Cour[52].

#### Åland et Gibraltar
Les prérogatives des assemblées d'Åland (territoire autonome de la Finlande) et de Gibraltar (territoire d'outre-mer britannique), dans le cadre de la participation des parlements nationaux relative au protocole « sur l'application des principes de subsidiarité et de proportionnalité » ont entraîné des questionnements juridiques.

#### Tableau détaillé
| Signataire                      | Date du vote        | Parlement                                                                | Validation | Votes pour                    | Votes contre                  | Abstentions                   |
| ------------------------------- | ------------------- | ------------------------------------------------------------------------ | ---------- | ----------------------------- | ----------------------------- | ----------------------------- |
| Allemagne                       | 24 avril 2008       | Bundestag                                                                | Oui        | 515                           | 58                            | 1                             |
| Allemagne                       | 23 mai 2008         | Bundesrat                                                                | Oui        | 65                            | 0                             | 4                             |
| Autriche                        | 9 avril 2008        | Conseil national                                                         | Oui        | 151                           | 27                            | 0                             |
| Autriche                        | 24 avril 2008       | Conseil fédéral                                                          | Oui        | 58                            | 4                             | 0                             |
| Belgique                        | 6 mars 2008         | Sénat                                                                    | Oui        | 48                            | 8                             | 1                             |
| Belgique                        | 10 avril 2008       | Chambre des représentants                                                | Oui        | 116                           | 18                            | 7                             |
| Belgique                        | 14 mai 2008         | Parlement wallon [xx]=décret sur les matières communautaires transférées | Oui        | 56 [53]                       | 2 [3]                         | 4 [2]                         |
| Belgique                        | 19 mai 2008         | Parlement de la Communauté germanophone                                  | Oui        | 22                            | 2                             | 1                             |
| Belgique                        | 20 mai 2008         | Parlement de la Communauté française                                     | Oui        | 67                            | 0                             | 3                             |
| Belgique                        | 27 juin 2008        | Parlement bruxellois                                                     | Oui        | 65                            | 10                            | 1                             |
| Belgique                        | 27 juin 2008        | Assemblée réunie                                                         | Oui        | 66 (56/10N)[Quoi ?]           | 10 (5F/5N)[Quoi ?]            | 0                             |
| Belgique                        | 10 juillet 2008     | Parlement flamand                                                        | Oui        | 76                            | 21                            | 2                             |
| Belgique                        | 11 juillet 2008     | Parlement francophone bruxellois                                         | Oui        | 70                            | 1                             | 1                             |
| Bulgarie                        | 21 mars 2008        | Assemblée nationale                                                      | Oui        | 199                           | 15                            | 1                             |
| Chypre                          | 3 juillet 2008      | Chambre des représentants                                                | Oui        | 31                            | 17                            | 1                             |
| Danemark                        | 24 avril 2008       | Folketing                                                                | Oui        | 90                            | 25                            | 0                             |
| Espagne                         | 26 juin 2008        | Congrès des députés                                                      | Oui        | 322                           | 6                             | 2                             |
| Espagne                         | 15 juillet 2008     | Sénat                                                                    | Oui        | 232                           | 6                             | 2                             |
| Estonie                         | 11 juin 2008        | Riigikogu                                                                | Oui        | 91                            | 1                             | 0                             |
| Finlande y compris Îles Åland   | 11 juin 2008        | Parlement                                                                | Oui        | 151                           | 27                            | 21                            |
| Finlande y compris Îles Åland   | 25 novembre 2009    | Parlement d'Åland                                                        | Oui        | 24                            | 6                             | 0                             |
| France                          |                     |                                                                          |            |                               |                               |                               |
| 4 février 2008                  | Congrès             | Oui                                                                      | 560        | 181                           | 167                           |                               |
| 7 février 2008                  | Assemblée nationale | Oui                                                                      | 336        | 52                            | 22                            |                               |
| 7 février 2008                  | Sénat               | Oui                                                                      | 265        | 42                            | 13                            |                               |
| Grèce                           | 11 juin 2008        | Parlement hellénique                                                     | Oui        | 250                           | 42                            | 8                             |
| Hongrie                         | 17 décembre 2007    | Assemblée nationale                                                      | Oui        | 325                           | 5                             | 14                            |
| Irlande                         | 12 juin 2008        | référendum                                                               | Non        | 46,6 %                        | 53,4 %                        |                               |
| Irlande                         | 2 octobre 2009      | référendum                                                               | Oui        | 67,1 %                        | 32,9 %                        |                               |
| Irlande                         | 21 octobre 2009     | Dáil Éireann                                                             | Oui        | adoption sans décompte précis | adoption sans décompte précis | adoption sans décompte précis |
| Irlande                         | 22 octobre 2009     | Sénat                                                                    | Oui        | adoption sans décompte précis | adoption sans décompte précis | adoption sans décompte précis |
| Italie                          | 31 juillet 2008     | Chambre des députés                                                      | Oui        | 551                           | 0                             | 0                             |
| Italie                          | 23 juillet 2008     | Sénat                                                                    | Oui        | 286                           | 0                             | 0                             |
| Lettonie                        | 8 mai 2008          | Diète                                                                    | Oui        | 70                            | 3                             | 1                             |
| Lituanie                        | 8 mai 2008          | Diète                                                                    | Oui        | 83                            | 5                             | 23                            |
| Luxembourg                      | 29 mai 2008         | Chambre des députés                                                      | Oui        | 47                            | 1                             | 3                             |
| Malte                           | 29 janvier 2008     | Chambre des députés                                                      | Oui        | 65                            | 0                             | 0                             |
| Pays-Bas                        | 5 juin 2008         | Seconde chambre                                                          | Oui        | 111                           | 39                            | 0                             |
| Pays-Bas                        | 8 juillet 2008      | Première chambre                                                         | Oui        | 60                            | 15                            | 0                             |
| Pologne,                        | 1er avril 2008      | Sejm                                                                     | Oui        | 380                           | 54                            | 12                            |
| Pologne,                        | 2 avril 2008        | Senat                                                                    | Oui        | 74                            | 17                            | 6                             |
| Portugal                        | 23 avril 2008       | Assemblée de la République                                               | Oui        | 208                           | 22                            | 0                             |
| République tchèque              | 18 février 2009     | Chambre des députés                                                      | Oui        | 125                           | 61                            | 11                            |
| République tchèque              | 6 mai 2009          | Sénat                                                                    | Oui        | 54                            | 20                            | 5                             |
| Roumanie                        | 4 février 2008      | Parlement                                                                | Oui        | 387                           | 1                             | 1                             |
| Royaume-Uni y compris Gibraltar | 11 mars 2008        | Chambre des communes                                                     | Oui        | 346                           | 206                           | 81                            |
| Royaume-Uni y compris Gibraltar | 18 juin 2008        | Chambre des lords                                                        | Oui        | adoption sans décompte précis | adoption sans décompte précis | adoption sans décompte précis |
| Royaume-Uni y compris Gibraltar |                     | Parlement de Gibraltar                                                   | Oui        |                               |                               |                               |
| Slovaquie                       | 10 avril 2008       | Conseil national                                                         | Oui        | 103                           | 5                             | 1                             |
| Slovénie                        | 29 janvier 2008     | Assemblée nationale                                                      | Oui        | 74                            | 6                             | 0                             |
| Suède                           | 20 novembre 2008    | Diète                                                                    | Oui        | 243                           | 39                            | 13                            |
| Union européenne                | 17 décembre 2007    | Parlement européen                                                       | Oui        | 525                           | 125                           | 29                            |

## Révisions du traité de Lisbonne

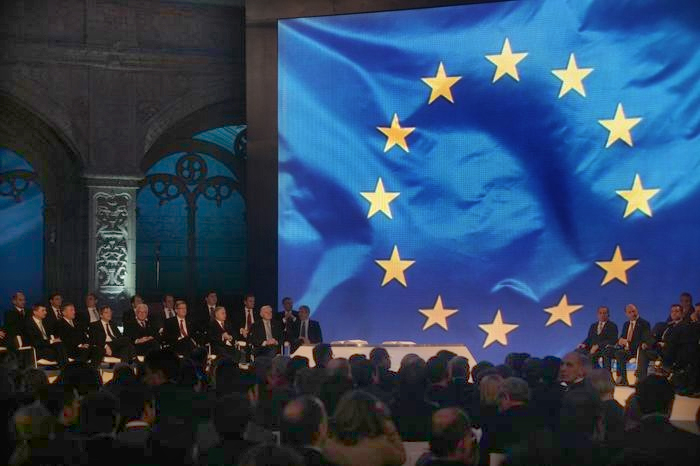
Traité de Lisbonne en 2007.

Les 28 et 29 octobre 2010, les chefs d'État et de gouvernement des 27 pays membres de l'Union européenne ont ouvert la voie à une révision du traité de Lisbonne visant à créer un dispositif de sécurité permanent pour les pays de l'Union monétaire qui seraient en grande difficulté financière, comme le fut la Grèce au printemps 2010.
Cette révision du traité de Lisbonne a été rendue nécessaire par une jurisprudence du Tribunal constitutionnel fédéral allemand de Karlsruhe qui a indiqué que les dispositions du plan de sauvetage de la Grèce étaient contraires au traité. En effet, les articles 126-128 prévoient qu'une aide financière peut être apportée par les pays de la zone euro à un pays qui n'en fait pas partie, mais interdit par ailleurs d'aider un pays de la zone euro. Sans cette révision, le gouvernement allemand serait dans l'incapacité de ratifier un nouveau plan d'aide aux pays en difficulté.
L'article 48-6 du traité de Lisbonne prévoit une procédure simplifiée de révision pour la partie III du Traité sur le fonctionnement de l'Union européenne, concernant les politiques internes de l'Union européenne, sans passer par une convention, ni par une CIG (Conférence Inter-Gouvernementale). Ce recours à la procédure simplifiée est rendu nécessaire car le fonds européen de stabilité financière, installé en mai 2010 après la crise grecque, devra disparaître le 30 juin 2013. Or, une révision du traité prend en général deux ans, le temps notamment que touts les états membres aient déposés leurs instruments d'approbations.
Le président du Conseil européen, Herman Van Rompuy, s'est vu confier par les 27 la mission de travailler sur la méthode de réforme du traité et la nature de ce mécanisme d'ici au prochain sommet des chefs d'État et de gouvernement, les 16 et 17 décembre 2010. Une fois l'accord politique finalisé, un mandat devrait être donné à la conférence intergouvernementale (CIG) pour adopter la décision avec, en annexe, le protocole de révision du traité de Lisbonne. Les négociations sur cette décision pourraient ainsi démarrer automatiquement après le sommet de décembre.
La crise de la dette souveraine (Grèce, Portugal, Espagne…) a mis en lumière les limites de l'intégration européenne en matière monétaire et suscité un renouveau du débat économique opposant partisans de la relance financée par la dette publique et adeptes de l'orthodoxie financière classique-partisans du désendettement (deleveraging) des États, des entreprises et des ménages.
À terme, selon les experts du World Pensions Council, le retour à l'orthodoxie financière prôné par le gouvernement allemand et la BCE et la politique de rigueur généralisée qui en découle nécessiteront une nouvelle révision du traité de Lisbonne, car ils pourraient avoir pour conséquence de réduire les prérogatives budgétaires et fiscales des États-membres au-delà des dispositions du traité dans sa forme actuelle.